# Roger Bart
Roger Bart (Norwalk, 29 september 1962) is een Amerikaans acteur. Hij won in 1999 de Tony Award voor beste acteur voor zijn rol als Snoopy in de musical You're a Good Man, Charlie Brown. Samen met de gehele cast van Desperate Housewives schreef hij in 2006 tevens een Screen Actors Guild Award op zijn naam. Hij maakte in 1997 zijn film- en acteerdebuut door zijn zangstem te lenen aan de jonge Hercules in Disneys Hercules. Ook staat hij bekend als de oorspronkelijke speler van Doc Brown in Back to the Future: The Musical. De eerste productie was geopend in Manchester, in maart 2020, maar al na een paar dagen werden de shows geannuleerd vanwege de coronapandemie. De productie werd verhuisd naar West End (Londen) en opende daar in 2021. Nadat Bart de show verliet in maart 2023 verhuisde hij naar New York, waar hij in de vernieuwde productie van dezelfde musical weer Doc Brown ging vertolken.
Bart is vader van twee dochters, Ali Kendall en Eller.

## Filmografie
*Exclusief televisiefilms
| - Bayou Tales (2019) - Ghost Light (2018) - Speech & Debate (2017) - Internet Famous (2016) - Trumbo (2015) - Last Vegas (2013) - April Apocalypse (2013) - Smiley (2012) - A Green Story (2012) - Freaky Deaky (2012) - Excision (2012) - Law Abiding Citizen (2009) | - The Midnight Meat Train (2008) - Harold & Kumar Escape from Guantanamo Bay (2008) - Spy School (2008) - American Gangster (2007) - Hostel: Part II (2007) - I Want Someone to Eat Cheese With (2006) - The Producers (2005) - The Stepford Wives (2004) - Lady and the Tramp II: Scamp's Adventure (2001, zangstem) - The Insider (1999) - Hercules (1997, zangstem) |

## Televisieseries
*Exclusief eenmalige gastrollen
- Good Trouble - Curtis Wilson (2019-2024)
- A Series of Unfortunate Events - Vice Principal Nero (2018-2019, vier afleveringen)
- There's... Johnny!  - Angelo (2017, zes afleveringen)
- Graves - Lawrence (2016-2017, elf afleveringen)
- Episodes - Roger Riskin (2014-2017, elf afleveringen)
- Grace and Frankie - Steve Clarrington (2017, drie afleveringen)
- No Tomorrow - Cory Casey (twee afleveringen)
- Revenge - Mason Treadwell (2012-2015, elf afleveringen)
- How I Met Your Mother - Curtis (2013-2014, vijf afleveringen)
- Easy to Assemble - Howard Friske (2012, negen afleveringen)
- Political Animals - Barry Harris (2012, zes afleveringen)
- The Event - Richard Peel (2011, tien afleveringen)
- CSI: Miami - Bob Starling (2010, twee afleveringen)
- The Lost Room - Howard 'The Weasel' Montague (2006, twee afleveringen)
- Desperate Housewives - George Williams (2005-2012, zestien afleveringen)
- Bram and Alice - Paul (2002, acht afleveringen)

- Biblioteca Nacional de España: XX5441607
- Gemeinsame Normdatei: 135129249
- International Standard Name Identifier: 0000 0000 5550 969X
- Library of Congress Control Number: no99056763
- MusicBrainz: 6c56f806-3c1e-4e14-9ccb-2de43ae886fe
- Nationale Bibliotheek van Israël: 987007438825405171
- Virtual International Authority File: 24236514
- WorldCat: E39PBJr3kVfbFt9krHKpXM8V4q